# 集益镇
集益镇，原为集益乡，是中华人民共和国四川省乐山市井研县下辖的一个乡镇级行政单位。2019年12月，撤销集益乡和金峰乡，设立集益镇，以原集益乡和原金峰乡所属行政区域为集益镇的行政区域。

## 行政区划
集益镇下辖以下地区：
集益街社区、向阳村、赛功村、雨台村、幸福村、界牌村和繁荣村。